# Quesuismo

Le quesuismo est un phénomène linguistique de la langue espagnole, propre de la langue parlée, qui consiste à employer la séquence résomptive « que su » (pronom relatif suivi de l'adjectif possessif) au lieu de l'adjectif relatif (ou déterminant relatif) « cuyo/a/os/as » (par exemple : « El chico que su padre es médico » pour « El chico cuyo padre es médico » [« Le garçon dont le père est médecin »])
Dans la langue parlée, le relatif « cuyo » est peu employé et le quesuismo, fréquent. L'Académie royale espagnole déconseille son usage dans un registre formel.